# دوري السوبر الأوغندي 2005
دوري السوبر الأوغندي 2005 (بالإنجليزية: 2005 Uganda Super League)‏ هو موسم من دوري السوبر الأوغندي. أشرف على تنظيمه اتحاد أوغندا لكرة القدم، وكان عدد الأندية المشاركة فيه 15، وفاز فيه Police FC (Uganda) ‏.